# Phlegra proxima
Phlegra proxima är en spindelart som beskrevs av Denis 1947. Phlegra proxima ingår i släktet Phlegra och familjen hoppspindlar. Inga underarter finns listade i Catalogue of Life.